# SCB-110 (программа ВМС США)

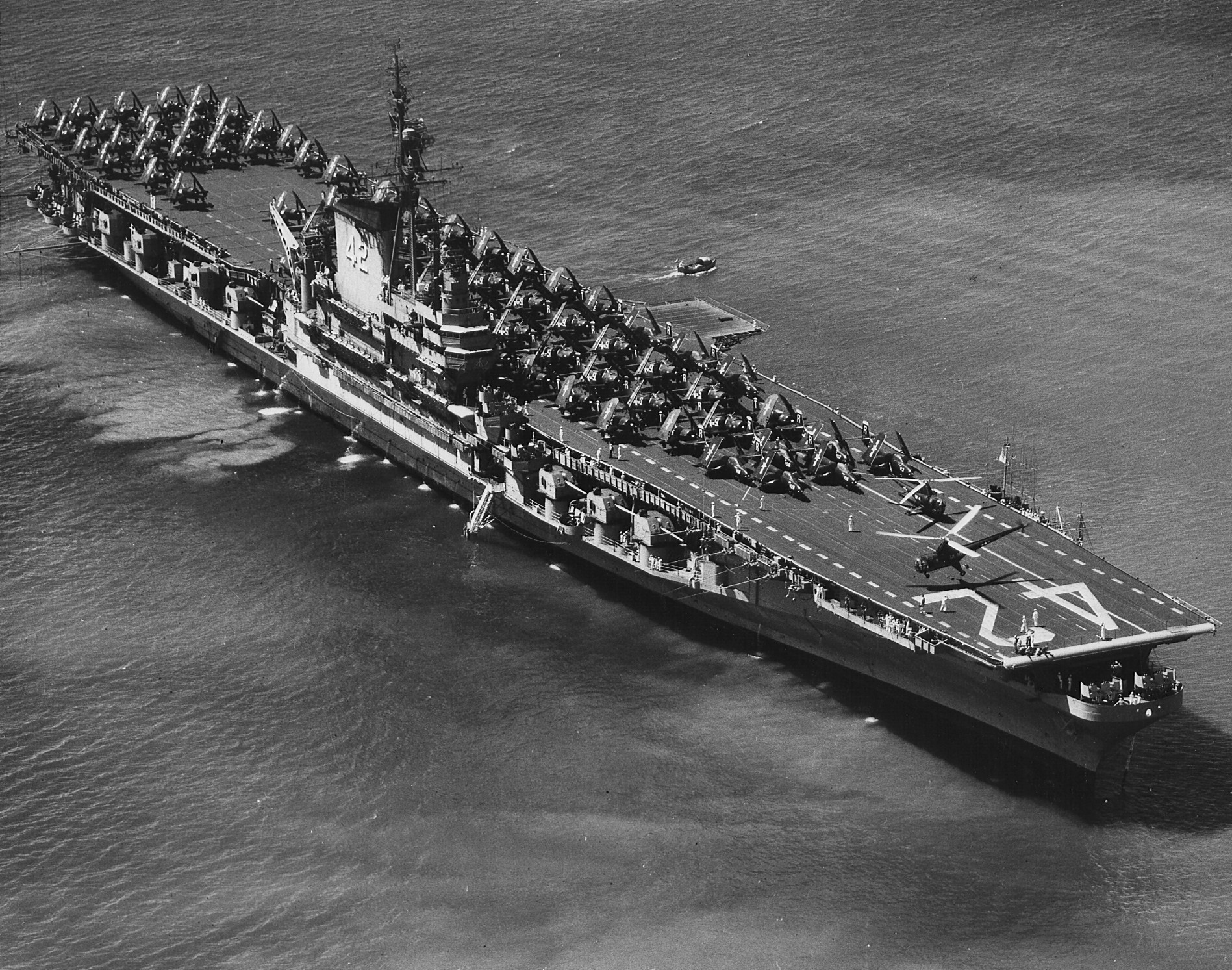
CV-42 «Франклин Д. Рузвельт» до модернизации по проекту SCB-110 (1950)

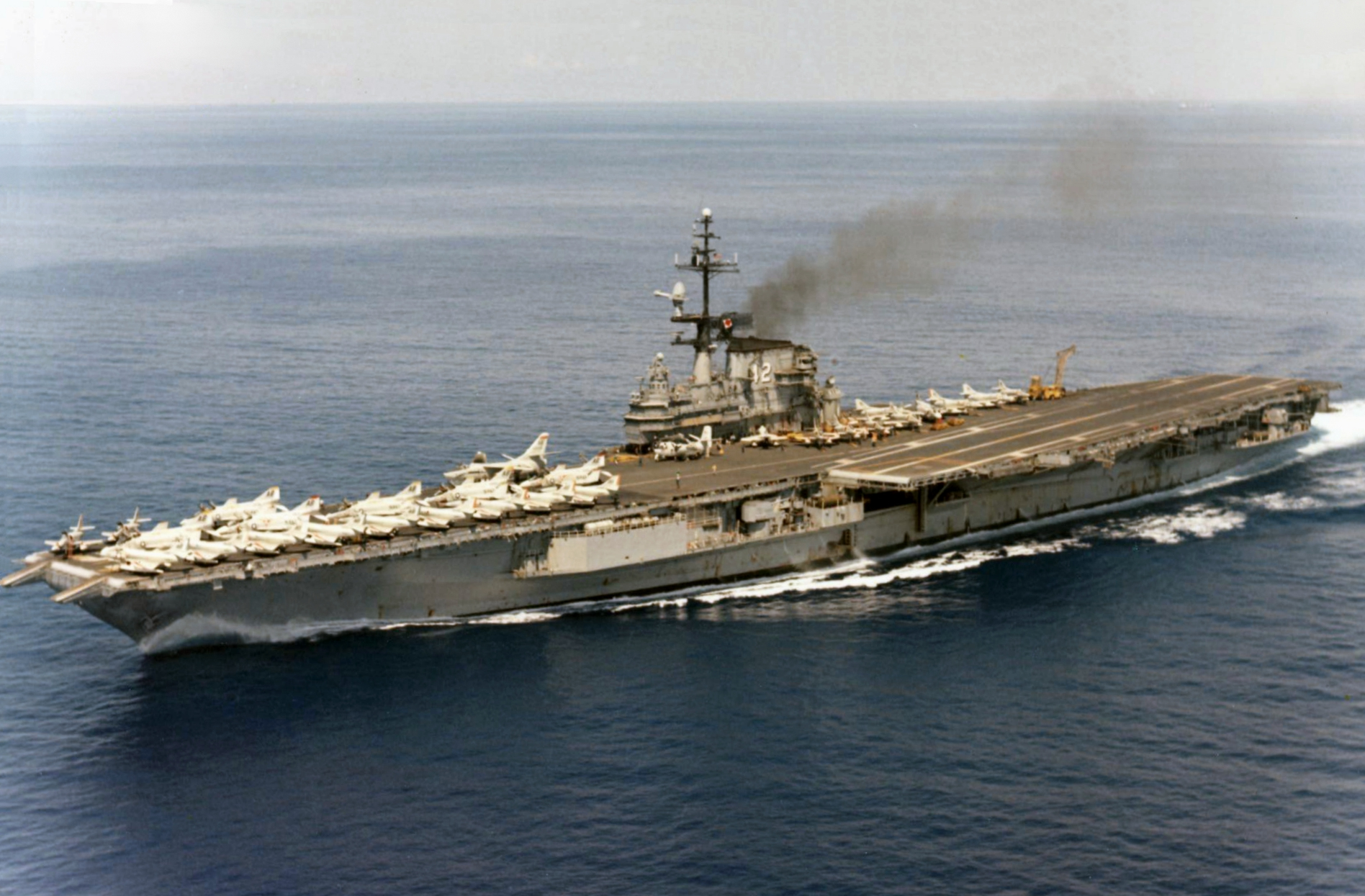
… после модернизации (1967)

SCB-110 — программа ВМС США по модернизации авианосцев типа «Мидуэй», которая проводилась с 1954 по 1960 год. Программа включала установку угловой посадочной палубы, усиление палубы, катапульт и элеваторов для базирования тяжёлых реактивных самолётов, увеличение запасов авиатоплива и другие изменения по улучшению боеспособности и мореходности.

## История
В 1949 году, после отмены строительства авианосца United States ВМС США приступили к подготовке программы модернизации существующих авианосцев. Самыми насущными задачами модернизации было усиление палубы, установка новых катапульт, увеличение грузоподъёмности элеваторов и удлинение на 12 м полётной палубы для базирования тяжёлых бомбардировщиков весом до 36 т. Стоимость модернизации оценивалась в $45 млн.
Эти планы встретили резкое противодействие со стороны Конгресса США, который не желал выделять средства на реконструкцию авианосцев, построенных менее 5 лет назад. В результате планы модернизации оставались замороженными до начала войны в Корее. В апреле 1952 года было решено профинансировать модернизацию двух кораблей в бюджете 1954 года. Проект SCB-110 был разработан на основе проекта SCB-27C модернизации авианосцев типа «Эссекс».
Проект предусматривал следующие работы:
- Усиление палубы и увеличение грузоподъёмности элеваторов для базирования самолётов весом до 31,8 т;
- Установка угловой посадочной палубы;
- Замена палубного кормового элеватора бортовым;
- Установка пороховых[уточнить] катапульт C-Mk-7 (фактически были установлены паровые C-11);
- Добавление третьей катапульты на угловой палубе;

В результате модернизации все три элеватора были сделаны одинакового размера (17,1 × 13,4 м) и грузоподъёмности (33,6 т). Объём хранилищ топлива был увеличен до 2271 м³ керосина и 335,6 м³ бензина. При этом уменьшился запас корабельного топлива и дальность плавания крейсерским ходом (20 уз.) сократилась до 11 200 миль (при использовании в качестве топлива авиационного керосина — 13 000 миль).
Для улучшения остойчивости и противоторпедной защиты на корабле смонтировали були, поверх которых установили 37-мм броню взамен полностью демонтированного броневого пояса. Вокруг арсеналов и топливных цистерн дополнительно установили противоосколочное бронирование.
Проекты модернизации авианосцев типа «Мидуэй»
| Проект                                            | SCB-110                         | SCB-110A         | SCB-101.66     |
| ------------------------------------------------- | ------------------------------- | ---------------- | -------------- |
| Корабли                                           | CV-41 «Мидуэй» CV-42 «Рузвельт» | CV-43 «Корал Си» | CV-41 «Мидуэй» |
| Дата завершения модернизации                      | 06.04.1956 01.10.1958           | 25.01.1960       |                |
| Стоимость (без учёта электроники), $ млн.         | 40-48                           |                  |                |
| Водоизмещение, т - порожнее - полное              | 44 950 63 500                   | 45 100 62 600    | 47 895 64 714  |
| Длина, м - наибольшая - по ватерлинии             | 297,9 274,3                     | 298,0 274,3      | 297,8 275,8    |
| Ширина, м - наибольшая - по ватерлинии            | 64,0 36,9                       | 70,4 36,9        | 78,8 36,9      |
| Осадка в полном грузу, м                          | 10,5                            | 10,6             | 10,8           |
| Длина угловой палубы, м                           | 161,8                           | 202,2            | 198,4          |
| Запас авиатоплива, т                              | 1017                            | 3500             | 3500           |
| Скорость полного хода, уз.                        | 29,5                            | -                | 29,7           |
| Экипаж (включая авиагруппу) - офицеров - матросов | 412 3648                        | 317 4058         | 360 4326       |

Авианосец CV-43 «Корал Си» модернизировался по усовершенствованному проекту SCB-110A. В соответствии с этим проектом носовой элеватор заменили бортовым и демонтировали зенитные орудия калибра 76-мм (все) и 127-мм (все, кроме шести). Кроме того, авианосец получил более длинную угловую палубу, чем модернизированные по проекту SCB-110 «Мидуэй» и «Франклин Д. Рузвельт».